# Tristan Jordis
Pour les articles homonymes, voir Jordis.
Tristan Jordis, né en 1978, est un écrivain français,.

## Biographie
Tristan Jordis est le fils de la femme de lettres Christine Jordis.

## Œuvres
- Le courageux mourra dans la bataille, éditions du Seuil, 2012[5]
- Crack, éditions du Seuil, 2008[6],[7],[8],[9],[10],[11]
- Le pays des ombres, Stock, 2022